# Jan Janowski
Jan Stanisław Janowski (ur. 20 czerwca 1928 w Kielcach, zm. 3 kwietnia 1998 w Krakowie) – polski inżynier metalurg, przewodniczący Stronnictwa Demokratycznego (1993–1998), wicepremier oraz minister-kierownik Urzędu Postępu Naukowo-Technicznego i Wdrożeń w rządzie Tadeusza Mazowieckiego, poseł na Sejm PRL VII, VIII i IX kadencji (1976–1989) oraz na Sejm kontraktowy (1989–1991), rektor Akademii Górniczo-Hutniczej w latach 1987–1993.

## Życiorys
Urodził się w rodzinie inteligenckiej jako syn Franciszka i Kazimiery. W czasie II wojny światowej zatrudniony w Biurze Transportowym w Krakowie, następnie w fabryce „Kryształ” tamże.
W 1952 ukończył studia na Akademii Górniczo-Hutniczej w Krakowie. W 1972 został profesorem tej uczelni. W latach 1972–1978 sprawował funkcję dziekana Wydziału Metalurgii i Inżynierii Materiałowej, był jednocześnie dyrektorem Instytutu Metalurgii (1975–1978), następnie zaś prorektorem AGH (1978–1981) i kierownikiem Zakładu Wielkopiecownictwa Instytutu Metalurgii (1980–1987). W 1987 objął funkcję rektora uczelni, którą sprawował do 1993. W latach 1991–1995 zasiadał w prezydenckiej radzie ds. nauki.
Od 1965 należał do Stronnictwa Demokratycznego. Sprawował wysokie i odpowiedzialne funkcje partyjne, m.in. przewodniczącego Miejskiego Komitetu SD w Krakowie (1968–1975). W latach 1969–1976 zasiadał w Centralnej Komisji Rewizyjnej SD, następnie w prezydium Centralnego Komitetu (1976–1981). Od 1975 pozostawał prezesem Krakowskiego Komitetu SD. W latach 1985–1991 ponownie zasiadał w CK, a w okresie 1985–1989 również w jego prezydium.
W 1973 objął funkcję wiceprzewodniczącego Rady Narodowej miasta Krakowa z ramienia SD, którą sprawował do 1984. W latach 1976–1989 wykonywał mandat posła na Sejm PRL VII, VIII i IX kadencji. Był członkiem Komisji Spraw Zagranicznych, Nauki i Postępu Technicznego (w latach 1975–1981 wiceprzewodniczący, od 1981 do 1982 – przewodniczący) oraz Edukacji Narodowej i Młodzieży. Zasiadał w zarządzie Polskiej Grupy Unii Międzyparlamentarnej (1976–1989), był także jej wiceprzewodniczącym (1980–1982; 1985–1989). W 1982 jako jeden z pięciu posłów SD opowiedział się przeciwko prawu zakładającemu likwidację Niezależnego Samorządnego Związku Zawodowego „Solidarność”.
W 1989 wziął udział w obradach Okrągłego Stołu. W tym samym roku został wybrany na posła SD z poparciem NSZZ „Solidarność”, uzyskując w pierwszej turze 23,57% głosów. Przez krótki okres pełnił obowiązki przewodniczącego Klubu Poselskiego SD w Sejmie X kadencji. Od 12 września 1989 do 12 stycznia 1991 zajmował stanowisko wicepremiera oraz ministra-kierownika Urzędu Postępu Naukowo-Technicznego i Wdrożeń w rządzie Tadeusza Mazowieckiego. Był zwolennikiem udziału SD w koalicji rządzącej, opowiadając się zarazem za zachowaniem przez partię własnego szyldu.
Od 1993 do śmierci pozostawał przewodniczącym Stronnictwa Demokratycznego. W 1995 był rozważany jako kandydat SD na urząd prezydenta, jednak w związku z trudną sytuacją ugrupowania wycofał się z rozgrywki. Jako prezes SD pozostawał zwolennikiem współpracy z Unią Wolności oraz niewielkimi ugrupowaniami konserwatywno-liberalnymi. W wyborach w 1997 miał zamiar kandydować z listy krajowej Unii Wolności, jednak w związku ze złym stanem zdrowia zrezygnował z ubiegania się o mandat.
Był działaczem sportowym, m.in. Międzynarodowej Federacji Koszykówki i Polskiego Komitetu Olimpijskiego. Pozostawał honorowym członkiem Towarzystwa Sportowego „Wisła”. Był członkiem oraz działaczem Związku Nauczycielstwa Polskiego, Frontu Jedności Narodu oraz Patriotycznego Ruchu Odrodzenia Narodowego. Działał na rzecz Społecznego Komitetu Odnowy Zabytków Krakowa.
Zmarł w Krakowie, został pochowany na cmentarzu Rakowickim (Kwatera: XLVII, rząd: wsch., miejsce: 2).

## Odznaczenia i wyróżnienia
- Krzyż Komandorski z Gwiazdą Orderu Odrodzenia Polski (1988)
- Krzyż Komandorski Orderu Odrodzenia Polski (1982)
- Krzyż Oficerski Orderu Odrodzenia Polski
- Złoty Krzyż Zasługi
- Medal Komisji Edukacji Narodowej
- Medal 40-lecia Polski Ludowej
- Medal 30-lecia Polski Ludowej
- Odznaka 1000-lecia Państwa Polskiego
- Odznaka tytułu honorowego „Zasłużony Nauczyciel Polskiej Rzeczypospolitej Ludowej”
- Odznaka „Zasłużony Działacz Kultury Fizycznej”
- Odznaka „Zasłużonemu Działaczowi Stronnictwa Demokratycznego”